# Masayoshi Nishida
Masayoshi Nishida (西田 正義 Nishida Masayoshi?, 11 de mayo de 1966) es un director de anime japonés. Trabajó en el Instituto Técnico de Animación de Tatsunoko antes de unirse a Tezuka Productions. Dirigió Mokke y Allison to Lillia y dibujó guiones gráficos para todos los episodios. Su anime favorito es Haguregumo.

## Trabajos

### Series de televisión
Destaca papeles con funciones de dirección de series.
     Destaca papeles con funciones de asistente de dirección o supervisión.
| Año  | Título | Director(es)                                                                    | Estudio                                 | Funciones | Refs.  |
| ---- | --- | ------------------------------------------------------------------------------- | --------------------------------------- | --- | ------ |
| 1987 | Akai Kōdan Zillion                                                                                           | Mizuho Nishikubo                                                                | Tatsunoko Production                    | Animación intermedia (#2, 8, 13, 25, 31) | [ 4 ]  |
| 1989 | Blue Blink                                                                                                   | Seitarō Hara                                                                    | Tezuka Productions                      | Animación | [ 2 ]  |
| 1990 | Mitsume ga Tōru                                                                                              | Hidehito Ueda                                                                   | Tezuka Productions                      | Arte | [ 2 ]  |
| 1994 | Tottemo! Luckyman                                                                                            | Osamu Nabeshima                                                                 | Pierrot                                 | Director de animación (#9, 15) | [ 5 ]  |
| 1995 | Ninkū | Noriyuki Abe                                                                    | Pierrot                                 | Guionista gráfico (#35, 43) Director de animación (#18, 28, 35, 43) | [ 6 ]  |
| 1997 | Rekka no Honō                                                                                                | Noriyuki Abe                                                                    | Pierrot                                 | Director de animación (#27, 35) | [ 7 ]  |
| 1998 | Master Keaton                                                                                                | Masayuki Kojima                                                                 | Madhouse                                | Director de animación (#18) | [ 8 ]  |
| 1998 | Dokkiri Doctor                                                                                               | Kazunori Mizuno                                                                 | Pierrot                                 | Director de episodio (#20) Guionista gráfico (#20) Director de animación (#20) | [ 9 ]  |
| 2004 | Hi no Tori                                                                                                   | Ryōsuke Takahashi                                                               | Tezuka Productions                      | Diseño de los personajes Director de episodio (#11) Guionista gráfico (#11) Director de animación (#8-11) Animación clave (#9, 11) | [ 10 ] |
| 2004 | Black Jack                                                                                                   | Satoshi Kuwabara Makoto Tezuka                                                  | Tezuka Productions                      | Guionista (#19) Diseño de los personajes (#5, 7, 19, 22-23, 35, 45, 55, 59) Director de episodios (#5, 7, 19, 22-23, 30, 35, 45, 55, 59) Guionista gráfico (#5, 7, 19, 22-23, 30, 35, 45, 55, 59) Director de animación (#5, 7, 19) Animación clave (#OP 1) | [ 2 ]  |
| 2005 | Eyeshield 21                                                                                                 | Masayoshi Nishida (#104-145) Masayoshi Nishida (#1-103) Shin Katagai (#104-145) | Gallop                                  | Director jefe (#104-145) Director (#1-103) Director de episodio (#1) Guionista gráfico Animación clave (#OP) | [ 11 ] |
| 2007 | Mokke | Masayoshi Nishida                                                               | Madhouse Tezuka Productions             | Director | [ 11 ] |
| 2008 | Allison to Lillia                                                                                            | Masayoshi Nishida                                                               | Madhouse                                | Director Guionista gráfico (#1-26) | [ 11 ] |
| 2009 | Kobato. | Mitsuyuki Masuhara                                                              | Madhouse                                | Guionista gráfico (#1-2, 4) | [ 12 ] |
| 2009 | Aoi Bungaku Series                                                                                           | Varios                                                                          | Madhouse                                | Guionista gráfico (#12) | [ 13 ] |
| 2009 | Stitch!: Itazura Alien no Daibōken                                                                           | Masami Hata                                                                     | Madhouse                                | Director asistente | [ 14 ] |
| 2011 | Mahō Shōjo Madoka★Magica                                                                                     | Yukihiro Miyamoto Akiyuki Shinbo                                                | Shaft                                   | Guionista gráfico (#7) | [ 15 ] |
| 2011 | Baka to Test to Shōkanjū: Ni!                                                                                | Shin Ōnuma                                                                      | Silver Link                             | Guionista gráfico (#7) | [ 16 ] |
| 2011 | C³ | Shin Ōnuma                                                                      | Silver Link                             | Guionista gráfico (#7, 11) | [ 17 ] |
| 2016 | Monster Hunter Stories: Ride On                                                                              | Mitsuru Hongo                                                                   | David Production                        | Guionista gráfico (#9, 16, 20, 22, 26, 30, 33, 35, 40, 42, 44, 50, 52, 56, 58-59, 65, 67, 70) | [ 18 ] |
| 2018 | Hinomaru Zumō                                                                                                | Kōnosuke Uda Yasutaka Yamamoto                                                  | Gonzo                                   | Guionista gráfico (#6, 8, 11, 14-15) | [ 19 ] |
| 2018 | Hataraku Saibō                                                                                               | Ken'ichi Suzuki                                                                 | David Production                        | Guionista gráfico (#2, 4, 7-9, 13) | [ 20 ] |
| 2019 | 3D Kanojo: Real Girl 2nd Season                                                                              | Takashi Naoya                                                                   | Hoods Entertainment                     | Guionista gráfico (#13-15, 17-18, 21, 23) | [ 21 ] |
| 2019 | Fairy Gone                                                                                                   | Ken'ichi Suzuki                                                                 | P.A. Works                              | Guionista gráfico (#1, 3, 8, 11) | [ 22 ] |
| 2019 | Kenja no Mago                                                                                                | Masafumi Tamura                                                                 | Silver Link                             | Guionista gráfico (#5, 9-11) | [ 23 ] |
| 2019 | Val x Love                                                                                                   | Takashi Naoya                                                                   | Hoods Entertainment                     | Guionista gráfico (#2-3, 5-6, 8-10) | [ 24 ] |
| 2019 | Fairy Gone Part 2                                                                                            | Ken'ichi Suzuki                                                                 | P.A. Works                              | Guionista gráfico (#16) | [ 25 ] |
| 2019 | Assasin's Pride                                                                                              | Kazuya Aiura                                                                    | EMT Squared                             | Guionista gráfico (#11) | [ 26 ] |
| 2020 | A3! Season Spring & Summer                                                                                   | Masayuki Sakoi (#4-12) Keisuke Shinohara Makoto Nakazono (#4-12)                | P.A. Works 3Hz                          | Guionista gráfico (#6-7) | [ 27 ] |
| 2020 | Healin' Good♡Precure                                                                                         | Yōko Ikeda                                                                      | Toei Animation                          | Guionista gráfico (#8) | [ 28 ] |
| 2020 | Maō Gakuin no Futekigōsha: Shijou Saikyou no Maou no Shiso, Tensei shite Shison-tachi no Gakkou e            | Shin Ōnuma Masafumi Tamura                                                      | Silver Link                             | Guionista gráfico (#2, 6) | [ 29 ] |
| 2021 | Urasekai Picnic                                                                                              | Takuya Satō                                                                     | Liden Films Felix Film                  | Animación clave (#OP) | [ 30 ] |
| 2021 | Re:Zero kara Hajimeru Isekai Seikatsu 2nd Season Part 2                                                      | Masaharu Watanabe                                                               | White Fox                               | Guionista gráfico (#47) | [ 31 ] |
| 2021 | Hataraku Saibō!!                                                                                             | Hirofumi Ogura                                                                  | David Production                        | Guionista gráfico (#7) | [ 32 ] |
| 2021 | Hataraku Saibō Black                                                                                         | Hideyo Yamamoto                                                                 | Liden Films                             | Guionista gráfico (#10-11) | [ 33 ] |
| 2021 | Tropical-Rouge! Precure                                                                                      | Yutaka Tsuchida                                                                 | Toei Animation                          | Guionista gráfico (#38-39) Animación clave (#33) | [ 34 ] |
| 2021 | Tokyo Revengers                                                                                              | Kōichi Hatsumi                                                                  | Liden Films                             | Guionista gráfico (#16, 19-21) | [ 35 ] |
| 2021 | Otome Game no Hametsu Flag shika Nai Akuyaku Reijou ni Tensei shiteshimatta... X                             | Keisuke Inoue                                                                   | Silver Link                             | Guionista gráfico (#2, 6) | [ 36 ] |
| 2021 | Muteking the Dancing Hero                                                                                    | Ryōsuke Takahashi Yūzō Satō                                                     | Tatsunoko Production Tezuka Productions | Guionista gráfico (#3-4, 6) | [ 37 ] |
| 2021 | Sekai Saikō no Ansatsusha, Isekai Kizoku ni Tensei Suru                                                      | Masafumi Tamura                                                                 | Silver Link Studio Palette              | Guionista gráfico (#7) | [ 38 ] |
| 2021 | Build Divide: Code Black                                                                                     | Yuki Komada                                                                     | Liden Films                             | Guionista gráfico (#2, 6) | [ 37 ] |
| 2021 | Senpai ga Uzai Kōhai no Hanashi                                                                              | Ryōta Itō                                                                       | Doga Kobo                               | Guionista gráfico (#11) | [ 39 ] |
| 2022 | Paripi Kōmei                                                                                                 | Osamu Honma                                                                     | P.A. Works                              | Guionista gráfico (#4, 7, 10) | [ 40 ] |
| 2022 | RPG Fudōsan                                                                                                  | Tomoaki Koshida                                                                 | Doga Kobo                               | Guionista gráfico (#2, 5, 10) | [ 41 ] |
| 2022 | Utawarerumono: Futari no Hakuoro                                                                             | Ken'ichi Kawamura                                                               | White Fox                               | Guionista gráfico (#5-7) | [ 42 ] |
| 2022 | Kinsō no Vermeil                                                                                             | Takashi Naoya                                                                   | Staple Entertainment                    | Guionista gráfico (#8-9, 11) | [ 43 ] |
| 2022 | Smile of the Arsnotoria                                                                                      | Naoyuki Tatsuwa                                                                 | Liden Films                             | Guionista gráfico (#3) | [ 44 ] |
| 2022 | Hataraku Maō-sama!!                                                                                          | Daisuke Tsukushi                                                                | 3Hz                                     | Guionista gráfico (#2, 8-9) | [ 45 ] |
| 2022 | Urusei Yatsura                                                                                               | Takahiro Kamei Hideya Takahashi Yasuhiro Kimura                                 | David Production                        | Guionista gráfico (#16) | [ 46 ] |
| 2023 | Maō Gakuin no Futekigōsha: Shijou Saikyou no Maou no Shiso, Tensei shite Shison-tachi no Gakkou e 2nd Season | Shin Ōnuma Masafumi Tamura                                                      | Silver Link                             | Guionista gráfico (#6, 8, 10) | [ 47 ] |
| 2023 | Ayakashi Triangle                                                                                            | Noriaki Akitaya                                                                 | Connect                                 | Guionista gráfico (#4, 7) | [ 37 ] |
| 2023 | Eiyū-Ō, Bu o Kiwameru Tame Tensei-Su: Soshikite, no Minarai Kishi                                            | Naoyuki Kuzuya                                                                  | Studio Comet                            | Guionista gráfico (#8) | [ 48 ] |
| 2023 | Hirogaru Sky! Precure                                                                                        | Kōji Ogawa                                                                      | Toei Animation                          | Guionista gráfico (#8, 27) | [ 49 ] |
| 2023 | Kaminaki Sekai no Kamisama Katsudō                                                                           | Yuki Inaba                                                                      | Studio Palette                          | Guionista gráfico (#8) | [ 50 ] |
| 2023 | Isekai One Turn Kill Nee-san                                                                                 | Hiroaki Takagi                                                                  | Gekkō                                   | Guionista gráfico (#10) Director de animación (#3, 10-11) | [ 51 ] |
| 2023 | The Marginal Service                                                                                         | Masayuki Sakoi                                                                  | 3Hz                                     | Guionista gráfico (#3) | [ 52 ] |
| 2023 | Jitsu wa Ore, Saikyō deshita?                                                                                | Takashi Naoya                                                                   | Staple Entertainment                    | Guionista gráfico (#2-3, 5, 7, 11) | [ 53 ] |
| 2023 | Temple | Kazuomi Koga                                                                    | Gekkō                                   | Director de animación (#2, 10) | [ 54 ] |
| 2023 | Hataraku Maō-sama!!                                                                                          | Daisuke Tsukushi                                                                | 3Hz                                     | Guionista gráfico (#2, 8-9) | [ 55 ] |
| 2023 | Goblin Slayer II                                                                                             | Takaharu Ozaki Misato Takada                                                    | Liden Films                             | Guionista gráfico (#4) | [ 56 ] |
| 2023 | Kanojo mo Kanojo 2nd Season                                                                                  | Takatoshi Suzuki                                                                | SynergySP                               | Guionista gráfico (#8, 11) | [ 57 ] |
| 2023 | Hataraku Maō-sama!! 2nd Season                                                                               | Daisuke Tsukushi                                                                | 3Hz                                     | Guionista gráfico (#3, 5, 7) | [ 58 ] |
| 2024 | Kekkon Yubiwa Monogatari                                                                                     | Takashi Naoya                                                                   | Staple Entertainment                    | Guionista gráfico (#2, 6, 9-10) | [ 59 ] |
| 2024 | Jii-san Baa-san Wakagaeru                                                                                    | Masayoshi Nishida                                                               | Gekkō                                   | Director | [ 60 ] |
| 2024 | Mokushiroku no Yonkishi                                                                                      | Maki Odaira                                                                     | Telecom Animation Film                  | Guionista gráfico (#22) | [ 61 ] |
| 2024 | Kimi to Boku no Saigo no Senjō, Arui wa Sekai ga Hajimaru Seisen Season II                                   | Yuki Inaba                                                                      | Silver Link Studio Palette              | Guionista gráfico (#3) | [ 62 ] |
| 2024 | Kami no Tō: Ōji no Kikan                                                                                     | Kazuyoshi Takeuchi Kei Suzuki                                                   | The Answer Studio                       | Guionista gráfico (#5-6, 10) | [ 63 ] |
| 2024 | Kami no Tō: Kōbō-sen                                                                                         | Kazuyoshi Takeuchi Kei Suzuki                                                   | The Answer Studio                       | Guionista gráfico (#14, 18, 22) | [ 64 ] |
| 2024 | Ao no Hako                                                                                                   | Yūichirō Yano                                                                   | Telecom Animation Film                  | Guionista gráfico (#4, 8, 10-11, 13, 16) | [ 65 ] |
| 2024 | Mokushiroku no Yonkishi 2nd Season                                                                           | Maki Odaira                                                                     | Telecom Animation Film                  | Guionista gráfico (#30, 33-34) | [ 66 ] |
| 2025 | Übel Blatt                                                                                                   | Takashi Naoya                                                                   | Satelight Staple Entertainment          | Guionista gráfico (#5-6, 8-9) | [ 67 ] |
| 2025 | Haite Kudasai, Takamine-san                                                                                  | Tomoe Makino                                                                    | Liden Films                             | Guionista gráfico (#2, 4-5, 7-8) | [ 68 ] |
| 2025 | Kakushite! Makina-san!!                                                                                      | Masayoshi Nishida Kentarō Iino                                                  | BloomZ                                  | Director Director de episodios (#1, 3, 5, 8, 12) Guionista gráfico (#1-12) | [ 69 ] |
| 2025 | Watari-kun no xx ga Hōkai Sunzen                                                                             | Takashi Naoya                                                                   | Staple Entertainment                    | Guionista gráfico (#3-4, 7) | [ 70 ] |

### Películas
Destaca papeles con funciones de dirección de series.
| Año  | Título                                                         | Director(es)                  | Estudio            | Funciones                         | Refs.  |
| ---- | -------------------------------------------------------------- | ----------------------------- | ------------------ | --------------------------------- | ------ |
| 1996 | Black Jack: Heian Sento                                        | Kazuo Okada Masayoshi Nishida | Tezuka Productions | Director Director de arte Arte    | [ 10 ] |
| 1997 | Jungle Taitei                                                  | Yoshio Takeuchi               | Tezuka Productions | Guionista gráfico Animación clave | [ 71 ] |
| 1999 | Benkai to Ushiwakamaru                                         | Masayoshi Nishida             | Tezuka Productions | Director                          | [ 72 ] |
| 1999 | Ribon no Kishi                                                 | Masayoshi Nishida             | Tezuka Productions | Director Arte                     | [ 2 ]  |
| 2001 | Metrópolis                                                     | Rintarō                       | Madhouse           | Animación clave                   | [ 73 ] |
| 2003 | Tetsuwan Atom: Atom Tanjō no Himitsu                           | Osamu Dezaki                  | Tezuka Productions | Director de animación             | [ 74 ] |
| 2003 | Tetsuwan Atom: Ivan no Wakusei - Robot to Ningen no Yūjō       | Osamu Dezaki                  | Tezuka Productions | Director de animación             | [ 74 ] |
| 2004 | Tetsuwan Atom: Kagayakeru Hoshi - Anata wa Aoku, Utsukushii... | Osamu Dezaki                  | Tezuka Productions | Director de animación             | [ 74 ] |
| 2004 | Hi no Tori: Hagoromo-hen                                       | Satoshi Kuwabara              | Tezuka Productions | Director de animación             | [ 74 ] |

### ONAs
| Año  | Título                       | Director(es) | Estudio | Funciones                                        | Refs.  |
| ---- | ---------------------------- | --- | --- | ------------------------------------------------ | ------ |
| 2018 | Monster Strike The Animation | Kōji Nishizawa (#9) Manabu Hyuga (#13-17) Takanori Tsujimoto (#38-50, 58-63) Tomonori Nakamura (#1-8, 10-12) Yūdai Yamaguchi (#18-37, 51-63) | Anima (#1-12, 18-24) ILCA (#1-12, 18-24) Studio GOONEYS (#45-50) Dynamo Pictures (#25-37, 51-57) CGCG Studio (#13-17, 38-44, 58-63) | Director de episodio (#9) Guionista gráfico (#9) | [ 75 ] |

### OVAs
Destaca papeles con funciones de dirección de series.
| Año  | Título                     | Director(es)                                                                             | Estudio                                   | Funciones                                                | Refs.  |
| ---- | -------------------------- | ---------------------------------------------------------------------------------------- | ----------------------------------------- | -------------------------------------------------------- | ------ |
| 1993 | Maguma Taishi              | Hidehito Ueda                                                                            | Tezuka Productions                        | Animación clave                                          | [ 2 ]  |
| 1995 | Konchū Tsurezuregusa       | Hidehito Ueda                                                                            | Tezuka Productions                        | Director de animación                                    | [ 76 ] |
| 1998 | Golgo 13: Queen Bee        | Osamu Dezaki                                                                             | Tezuka Productions Filmlink International | Animación clave                                          | [ 77 ] |
| 2011 | Supernatural The Animation | Atsuko Ishizuka Shigeyuki Miya                                                           | Madhouse                                  | Guionista gráfico (#9)                                   | [ 78 ] |
| 2011 | Black Jack Final           | Masayoshi Nishida (#2) Satoshi Kuwabara (#1) Masayoshi Nishida (#2) Mayumi Morita (#1-2) | Desconocido                               | Director jefe (#2) Guionista (#2) Guionista gráfico (#2) | [ 2 ]  |
| 2018 | Chikyū to no Yakusoku      | Masayoshi Nishida                                                                        | Tezuka Productions                        | Director Guionista Director de animación                 | [ 79 ] |

### Especiales
Destaca papeles con funciones de dirección de series.
| Año  | Título                                             | Director(es)      | Estudio     | Funciones                             | Refs.  |
| ---- | -------------------------------------------------- | ----------------- | ----------- | ------------------------------------- | ------ |
| 2000 | Tezuka Osamu ga Kieta?! 20-seiki Saigo no Kaijiken | Satoshi Kuwabara  | Desconocido | Director de animación Animación clave | [ 80 ] |
| 2000 | Glass no Chikyuu wo Sukue Unico Special            | Masayoshi Nishida | Desconocido | Director Arte Director de animación   | [ 81 ] |